# Linia kolejowa 112 Nagykálló – Nyíradony
Linia kolejowa Nagykálló – Nyíradony – linia kolejowa na Węgrzech. Jest to linia jednotorowa, w całości niezelektryfikowana. Łączy Nagykálló z Nyíradony. 